# Lollipop (Param Pam Pam)
«Lollipop (Param Pam Pam)» — дебютный сингл румынской певицы Александры Стан, вышедший в 2009 году. В начале 2010 года композиция достигла румынских чартов, где оказалась в Тор-20. После успеха следующего сингла — «Mr. Saxobeat», песня была выпущена заново в середине 2011 года для цифровой дистрибуции в Бельгии, США и Франции. В песне содержит семпл из песни «Fergalicious» певицы Fergie.

## Музыкально видео
Видеоклип был снят в марте 2010 года на студии MediaPro рядом с Бухарестом. К сентябрю 2011 года видео на YouTube просмотрело более 8 000 000 человек.

## Список композиций
| №  | Название                                    | Длительность |
| -- | ------------------------------------------- | ------------ |
| 1. | «Lollipop (Param Pam Pam)» (Радио версия)   | 3:55         |
| 2. | «Lollipop (Param Pam Pam)» (Клубная версия) | 4:12         |

## Выступление в чартах
| Чарт (2009—2010)           | Наивысшее место |
| -------------------------- | --------------- |
| Румыния (Romanian Top 100) | 18              |

## История релиза
| Регион  | Дата             | Формат               | Лейбл         |
| ------- | ---------------- | -------------------- | ------------- |
| Румыния | 2009             | Цифровая дистрибуция | MAAN Music    |
| Канада  | 31 мая 2011 года | Цифровая дистрибуция | Ultra Records |
| США     | 31 мая 2011 года | Цифровая дистрибуция | Ultra Records |